# جوني ديفيس
جوني ديفيس (بالإنجليزية: Johnnie Davis)‏ هو مغني وموسيقي وممثل أمريكي، ولد في 11 مايو 1910 في الولايات المتحدة، وتوفي بنفس المكان في 28 نوفمبر 1983.

## وصلات خارجية
- جوني ديفيس على موقع IMDb (الإنجليزية)
- جوني ديفيس على موقع ألو سيني (الفرنسية)
- جوني ديفيس على موقع ميوزك برينز (الإنجليزية)
- جوني ديفيس على موقع أول موفي (الإنجليزية)
- جوني ديفيس على موقع ديسكوغز (الإنجليزية)
- جوني ديفيس على موقع قاعدة بيانات الفيلم (الإنجليزية)
- جوني ديفيس على موقع كينوبويسك (الروسية)